# スター (たばこ)
スターは、かつて日本で発売されていたタバコの銘柄。両切りで10本入りだった。『チェリー（初代）』『大和』『敷島』『朝日』『山桜』と共に、明治以降の日本で最初に発売された銘柄の1つとして知られる。

## 概要
- 1904年(明治37年)6月29日発売開始。
- 『大和』『敷島』『朝日』『山桜』が口付タバコとして発売されたのに対し、本品は『チェリー（初代）』と共に発売された最古の両切りタバコの1つである。
- 発売開始後、1905年（明治38年）4月17日を以って国内流通品としては一旦休止となり、1908年（明治41年）1月31日に販売が再開され、昭和5年8月30日を最後に廃止。
- このほかに輸出用が生産されていた。輸出用は明治37年6月29日の国内流通用と同時に発売が開始され、休止されることなく明治41年1月31日まで発売されていた。

## デザイン
正面上部は夜空を模した暗い背景で、周囲に小さな星がいくつか描かれており、真ん中に金色の大きな星がある。上部中央には金色の文字で「STAR」とある。
中央下部は白い背景に建物が描かれている。このデザインは初代の物で、発売開始から明治41年1月31日まで採用された。
2代目のデザインは「STAR」のタイトル表記が目立たない作りになって中央の大きな星の色が白に変わり、周囲の小星の数が少なくなっている。